# 매한손 효자문
매한손 효자문은 대한민국 충청북도 영동군 매곡면에 있다. 1997년 7월 4일 영동군의 향토유적 제53호로 지정되었다.

## 개요
매한손의 효행을 기리기 위해 1519년 건립한 정문이다. 1946년 마을 주민들이 중건하였다.